# Mwana Bute Kasongo
Mwana Bute Kasongo, född 5 mars 1964, är en friidrottare från Kongo-Kinshasa. Han deltog vid olympiska sommarspelen 1988.